# Massac (Charente Marittima)
Massac è un comune francese di 178 abitanti situato nel dipartimento della Charente Marittima, nella regione della Nuova Aquitania.

## Società

### Evoluzione demografica
Abitanti censiti